# Sulfo
Sulfo (kort for alkylbenzensulfonat) er en detergent, der blev brugt i opvaskemidler frem til 1970 hvor det blev forbudt[kilde mangler], da det er meget svært nedbrydeligt. Det er dog stadig muligt at købe sulfo i specialforretninger såsom hos materialister.